# Hundrova
Hundrova (Bryonia alba) är en art i familjen gurkväxter som växer naturligt i centrala och östra Europa, och österut till Mindre Asien och Centralasien. Arten förekommer förvildad i Sverige. 
Hundrova är en flerårig, strävhårig, klättrande ört som klättrar med hjälp av klängen. Bladen är handflikiga med 3–5, vanligen spetsiga, flikar. Arten är sambyggare (monoik), det vill säga har enkönade blommor som sitter på samma planta. Blommorna är centimeterstora, gulvita och sitter i bladvecken. Hanblommorna har tre sammanvuxna ståndare. Honblommorna har ganska stort foder som är ungefär lika långt som kronan, stiftet har kala märkesflikar. Blommar i juni-juli i Sverige. Frukten är ett svart bär, som är giftigt.
Hundrova liknar arten röd hundrova (B. dioica), som är tvåbyggare, har röda bär, blad med rundade eller trubbiga flikar, samt att honblommornas kronor är mycket längre än fodret och stiftet har hårigt papillösa märken.

## Synonymer
- Bryonia aspera Bauh.
- Bryonia monoica Krause ex Sturm, nom. illeg.
- Bryonia nigra Dum.
- Bryonia nigra Gilib.
- Bryonia vulgaris Gueldenst. ex Ledeb.